# Бугаенко, Леонид Григорьевич
Леонид Григорьевич Бугаенко (1911, Хасавюрт, Область Войска Терского — ?) — советский партийный деятель, председатель Винницкого облисполкома, деятель партизанского движения. Кандидат в члены ЦК КПУ в 1966—1971 годах. Депутат Верховного Совета УССР 6-7-го созывов.

## Биография
Работал зоотехником в Днепропетровской области. Окончил Днепропетровский сельскохозяйственный институт.
В 1936—1941 годах — заведующий отделом, начальник Управления животноводства Днепропетровского областного земельного отдела.
В 1941 году вступил в ВКП(б).
В октябре 1942 — декабре 1943 г. — комиссар партизанского соединения С. Ф. Маликова. В декабре 1943 — 1944 г. — комиссар Житомирской партизанской дивизии имени Щорса; партийный организатор ЦК КП(б)У по Житомирской области; командир отряда партизанского движения штаба 4-го Украинского фронта.
В 1944—1948 годах — заместитель председателя исполнительного комитета Днепропетровского областного совета депутатов трудящихся.
В 1950—1952 годах — представитель Совета по делам колхозов при СМ СССР по Винницкой области. В 1952—1953 годах — представитель Совета по делам колхозов при СМ СССР по Харьковской области. В 1953—1954 годах — начальник Винницкого областного управления сельского хозяйства.
С 1954 — секретарь Винницкого областного комитета КПУ.
В январе 1963 — декабре 1964 г. — 2-й секретарь Винницкого сельского областного комитета КПУ. В декабре 1964 — январе 1966 г. — 2-й секретарь Винницкого областного комитета КПУ.
В январе 1966 — декабре 1967 г. — председатель исполнительного комитета Винницкого областного совета депутатов трудящихся.
С декабря 1967 по сентябрь 1973 года — председатель Партийной комиссии при Винницком областном комитете КПУ.
С сентября 1973 года — персональный пенсионер союзного значения.

## Звания
- лейтенант
- майор

## Награды
- орден Ленина (05.01.1944)
- орден Красного Знамени (02.05.1945)
- орден Богдана Хмельницкого 1-й ст. (07.08.1944)
- орден Отечественной войны 2-й ст. (06.04.1985)
- орден Красной Звезды (07.03.1943)
- медали